# Abdoulaye Diabaté

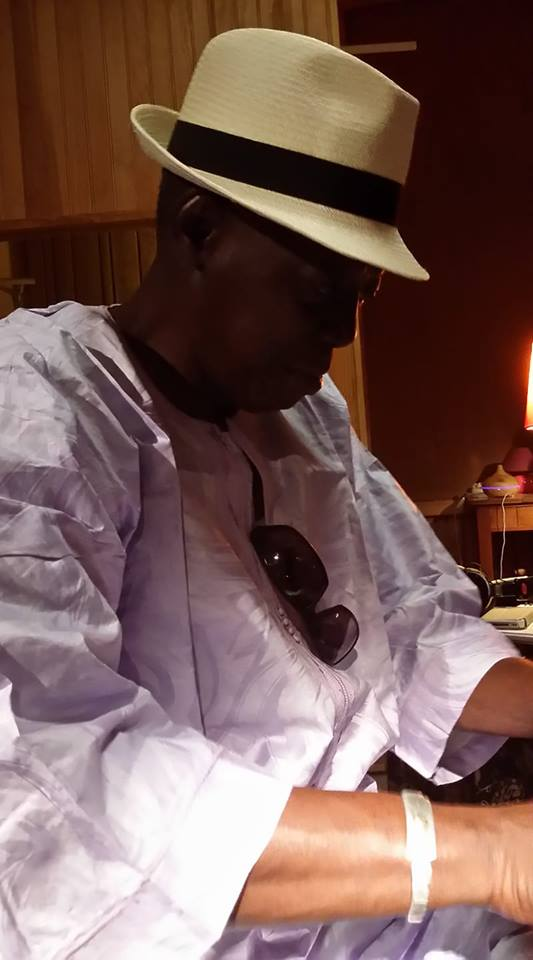
Abdoulaye Diabaté (2018)

Abdoulaye Diabaté (* 29. August 1959 in Dakar; † 16. Januar 2025 in Boulogne-Billancourt) war ein senegalesischer Jazzmusiker (Piano, Komposition).

## Leben und Wirken
Abdoulaye Diabaté, dessen Vater Balafonist im Nationalorchester von Sorano war, stammte aus einer langen Griot-Tradition und zog es vor, Klavier zu lernen. Er studierte Musik am Konservatorium von Dakar, bevor er Mitglied des Orchestre National du Sénégal wurde. Am Konservatorium gewann er den ersten Preis und hatte daher die Möglichkeit, ein Stipendium des französischen Kooperationspartners zu erhalten, um sein Hochschulstudium in Paris fortzusetzen.
Diabaté stand zehn Jahre lang dem Nationalorchester des Senegals am Konservatorium von Dakar vor und dirigierte dort bedeutende Künstler wie den verstorbenen Kora-Spieler Soriba Kouyaté, den er später im Kora Jazz Trio wieder traf, das er 2002 zunächst mit dem Koraspieler Moussa Sissokho und Djeli Moussa Diawara (Perkussion) begründete und das seit 2003 mehrere Alben in unterschiedlichen Besetzungen vorlegte. Des Weiteren war er an Aufnahmen von Sékouba Bambino, Bluff Wabalonzo, Djeli Moussa Diawara, Gloria Tukhadio (Le Grand Bulukutu) und Camille Hildevert beteiligt.
Als Jazzpianist kombinierte er traditionelle Klänge seines kulturellen Erbes mit Jazz und Blues. Diabaté galt als ein Vertreter der Mandé-Tradition. Die Kompositionen und Coverversionen des Kora Jazz Trios verbinden die musikalische Tradition der Mandingo mit Jazz, manchmal mit lateinamerikanischen und insbesondere kubanischen Einflüssen.
Der Pianist ist nicht mit dem malischen Sänger und Perkussionisten Abdoulaye Diabate (* 1952) zu verwechseln.

## Diskographische Hinweise
- Kora Jazz Trio (Mélodie, 2003, mit Moussa Cissokho, Djeli Moussa Diawara)
- Kora Jazz Trio: Part Two (Celluloid, 2004)
- Kora Jazz Trio: Part III (Celluloid, Rue Stendhal, 2008)
- Kora Jazz Band: Kora Jazz Band and Guests (Celluloid, 2014)
- Kora Jazz Band: Back to Africa (Celluloid, 2015)
- Kora Jazz Trio: Part IV (Cristal Records, 2018, mit Adama Condé, Hervé Morisot, Cherif Soumano, Manuel Marches, Boris Caicedo, Moussa, Woz Kali)